# Жени Божилова-Хайтова
Жени Панайотова Божилова-Хайтова е дългогодишна преводачка и редакторка от английски език.

## Биография
Родена на 3 юни 1928 г. в Ямбол. Завършва английска филология в Софийския държавен университет.
Превела е повече от шейсет романа и няколко сборници с разкази – между тях са произведения на Джейн Остин („Гордост и предразсъдъци“), Чарлс Дикенс („Малката Дорит“), Шарлот Бронте („Вийет“), „Смъртта на еднодневката“ – есета от Вирджиния Улф, „Аз, Клавдий“ и „Божественият Клавдий“ от Робърт Грейвс, Рей Бредбъри („Вино от глухарчета“, „Смъртта е занимание самотно“) и много други.
Била е многогодишен редактор в издателство „Народна култура“ и в списанията „Панорама“ и „Съвременник“.
Съпруга на писателя Николай Хайтов.
Умира на 21 септември 2014 г. в болница „Лозенец“ в София.